# Китайська пастка для пальців

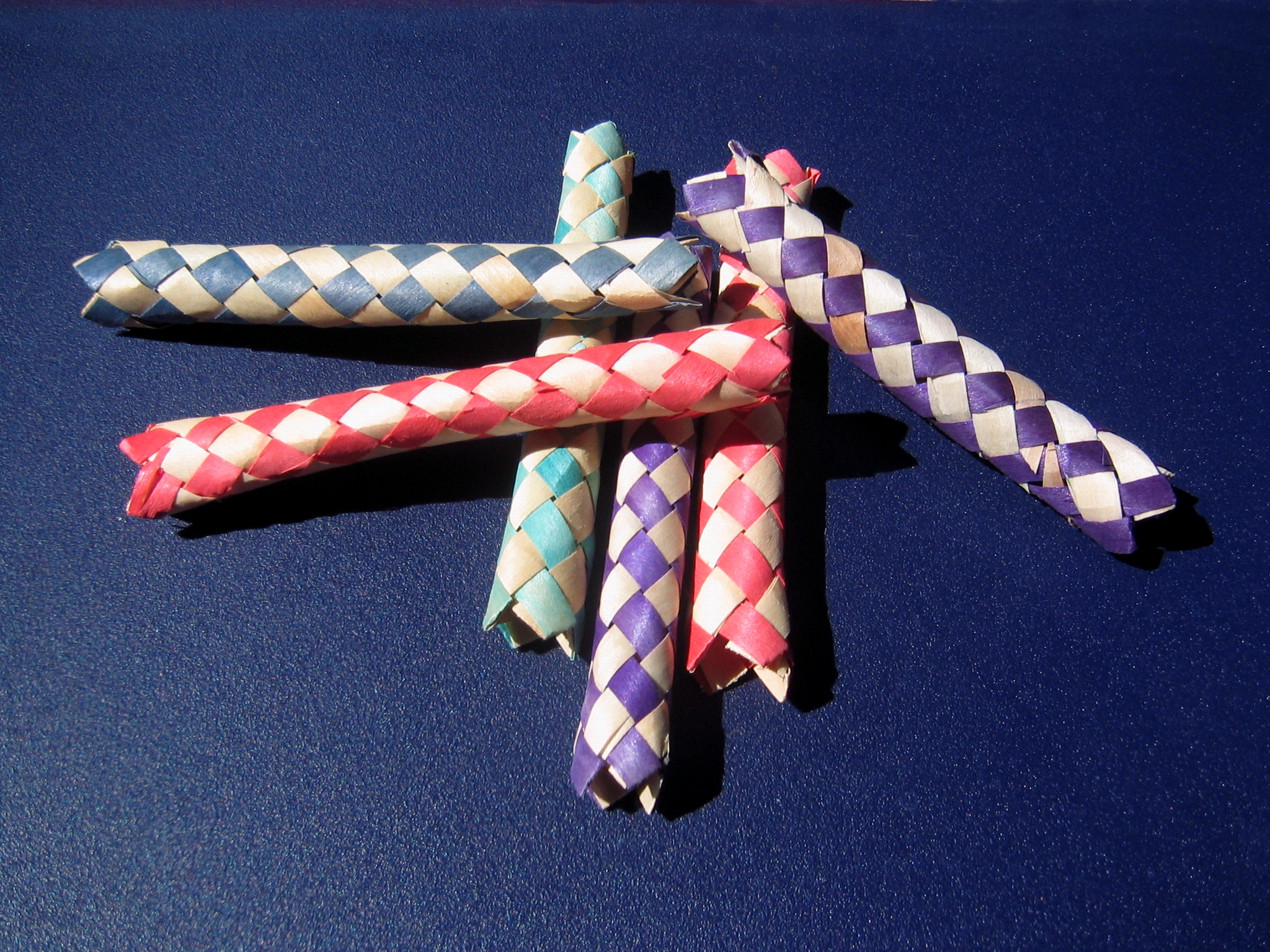
Китайські пастки для пальців

Китайська пастка для пальців (також відома як китайська головоломка для пальців, китайська манжета для великого пальця та подібні варіанти) — це іграшка-головоломка, яка використовується для розіграшу.
У звичайному стані це невеликий циліндр, сплетений з бамбука. З двох кінців у нього встромляють пальці (найчастіше вказівні). Якщо трохи потягнути пастку в різні боки, то вона почне подовжуватися, але при цьому буде звужуватися у діаметрі, що захоплює пальці. Початковою реакцією жертви часто є висмикування пальців назовні, але це лише затягує пастку. Ключ до виходу полягає у неочевидній дії — підштовхнути кінці до середини, тобто почати зближувати пальці, що збільшить отвори і пастка легко знімиться.

## Дизайн
Витягування циліндричної спірально накрученої коси подовжує і звужує її. Довжина досягається за рахунок зменшення кута між нитками, в точках їх перетину та зменшує радіальну відстань між протилежними сторонами, тобто загальну окружність. Чим більше тягнути, тим більше зменшується окружність і сильніше затягується пастка.

## Інше застосування
Принцип плетіння китайської пастки для пальців використовується у багатьох сферах: у спеціалізованому текстильному виробництві, в ортопедії для випрямлення та фіксації переломів кісток, в рибній ловлі (нахлист), для кабельного затискача (тягач для троса), тощо.
Китайська пастка для пальців — поширена метафора проблеми, яку можна подолати, розслабившись, тобто не надто стараючись її вирішити. В психології — терапії прийняття та рішучості.

## Галерея

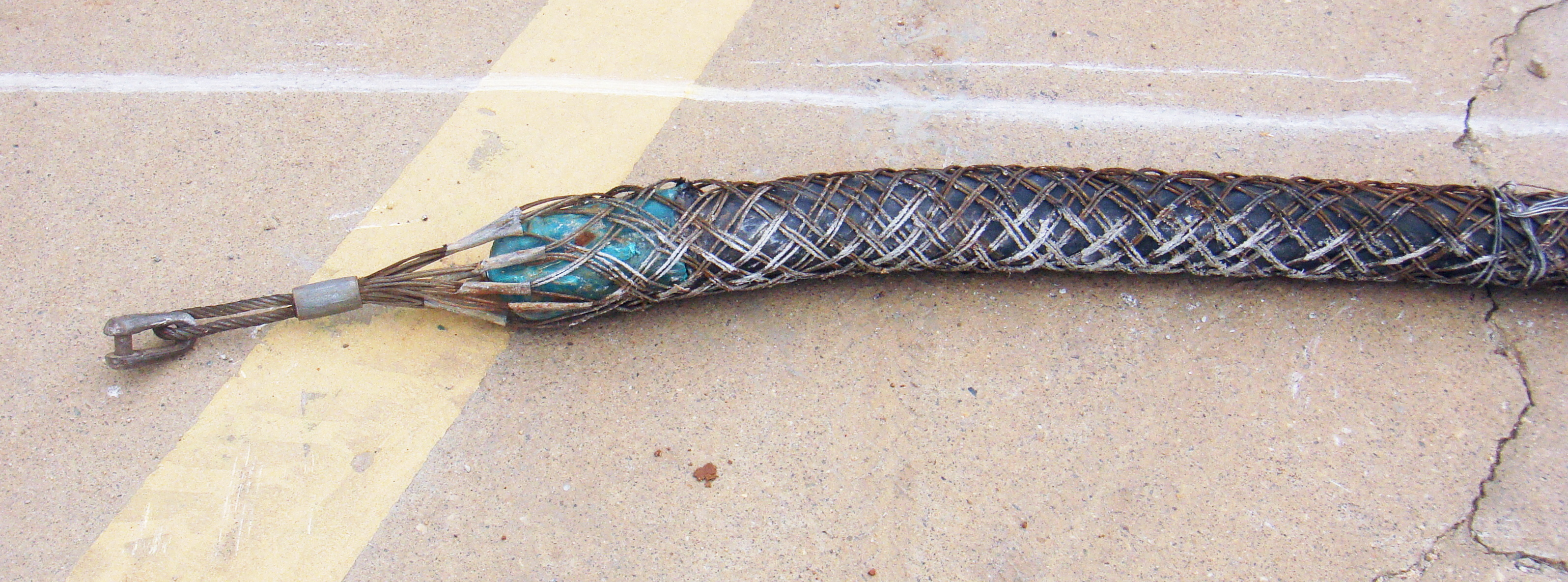
Тримач для протягування кабелю
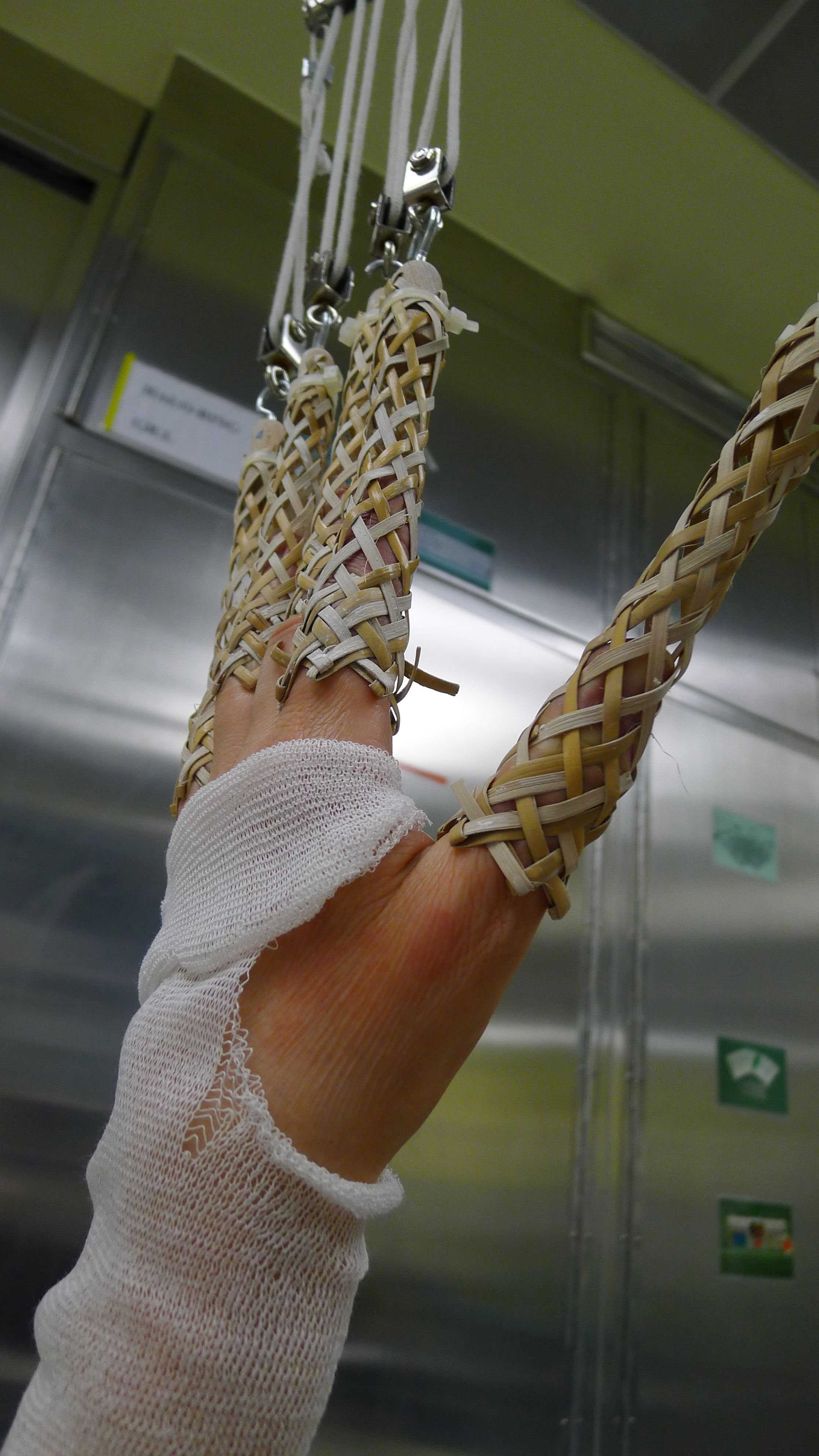
Фіксація перелому променевої кістки